# 大施瓦布豪森
大施瓦布豪森是德国图林根州的一个市镇。总面积12.16平方公里，总人口1068人，其中男性539人，女性529人（2011年12月31日），人口密度88人/平方公里。